# Sky Deutschland
Sky Deutschland è una piattaforma televisiva satellitare commerciale destinata al mercato televisivo tedesco fornita a pagamento da Sky Deutschland GmbH nata il 4 luglio 2009. Al 30 giugno 2018 gli abbonati sono 5,191 milioni.
L'attuale amministratore delegato è Carsten Schmidt.

## Proprietà
Fino al 26 giugno 2025, la società è controllata al 100% dal gruppo britannico Sky. 
Il 27 giugno 2025 viene annunciata la cessione a RTL Group.

## Servizi
L'offerta e i servizi tecnologici di Sky Deutschland, rispetto alle sorelle europee Sky UK e Sky Italia, è così strutturata:
- Sky Welt/Sky Welt Extra: 50 canali (di cui 12 extra e 9 in HD) suddivisi in 9 canali di intrattenimento, 7 per bambini, 9 di documentari e il canale all-news sportivo Sky Sport News.
- Film: 11 canali di cinema (di cui 5 in HD).
- Sport: 4 canali di sport (di cui 3 in HD).
- Bundesliga: gli stessi canali del pack sport con l'aggiunta di un canale sportivo (di un solo canale in HD).
- Blue Movie: gruppo di canali televisivi opzionali per adulti.
- Sky HD: il pacchetto dispone di 80 canali HD, costo 10€ al mese.[senza fonte]
- Sky Go: il servizio, è molto simile alle sorelle Sky e Sky Italia, gratis con il servizio HD attivo. Si può vedere sul PC, tablet, iPhone e iPad e Xbox 360 tutta la programmazione Sky.

La programmazione tedesca è visibile soltanto sui decoder Sky HD e Sky+HD ed è stata rinnovata l'EPG con il lancio di Sky Anytime.
Fino al 9 luglio 2009 era nota con il nome di Premiere.